# Trochamus carinatus
Trochamus carinatus is een rondwormensoort uit de familie van de Chromadoridae. De wetenschappelijke naam van de soort is voor het eerst geldig gepubliceerd in 1971 door Boucher & de Bovée.